# Hahnia eburneensis
Hahnia eburneensis är en spindelart som beskrevs av Rudy Jocqué och Robert Bosmans 1982. Hahnia eburneensis ingår i släktet Hahnia och familjen panflöjtsspindlar. Inga underarter finns listade i Catalogue of Life.